# Robert Luzarche
Robert Luzarche, né à Tours le 4 janvier 1845 et mort à Mont-Dore (Puy-de-Dôme) le 11 août 1870, est un poète et historien français.

## Biographie
Fils du bibliophile et maire de Tours Victor Luzarche, il est républicain. Il fonde l'éphémère revue La Gazette rimée en 1867, publiée par Alphonse Lemerre pour favoriser les ventes du Parnasse contemporain et des autres recueils individuels. Elle n'eut que cinq numéros. Robert Luzarche publia lui-même quelques poèmes dans les deux premières livraisons du Parnasse contemporain (1866-1871), mais mourut avant la publication du second. Il fit également œuvre d'historien et édita le Traité du célibat des prêtres d'Urbain Grandier chez René Pincebourde, et s'intéressa à Richelieu (Le Nouveau Spectre Rouge). 

## Œuvre
- Prélats et mandements (1862)
- Une utopie électorale, réponse à M. Émile Augier (1864)
- Le Peuple qui rit, aux électeurs de Rochefort (1869)
- Le Nouveau Spectre Rouge (1870)
- Les Excommuniés : œuvre posthume (1872)